# レッスン LESSON
『レッスン LESSON』は、1994年製作の日本映画。原作は五木寛之の同名小説。

## ストーリー
モータージャーナリストの山口努は、大学時代の先輩である田代から香港大富豪の未亡人で美術工芸鑑定家である佐伯伽耶を紹介される。伽耶に心奪われた努は幼馴染の杏子から伽耶のことを聞き出そうとするが、杏子は「彼女に近づかないで。私は彼女が怖い」と拒絶する。杏子の初体験の相手は伽耶だったのだ。
そんなある日、努の元に伽耶から「空港まで迎えに来て」と電話が入ったことをきっかけに、二人は関係を持ってしまった。お互いに体で求め合いながら、努は伽耶の計り知れない精神世界に戸惑うのだった。
二人はその後イタリアへ旅立ち、努は現地で伽耶の友人・フランクを紹介される。帰国後、努は自分が少しずつ変わっていくことを覚えていく。彼女のことを理解しようと思っていた矢先、フランクが努のマンションを訪れ、伽耶が死んだことを知らせに来た。政治運動家であるフランクを狙ってフェラーリに爆弾を仕掛けられており、偶然伽耶が乗ったのだった。努は再びイタリアへ渡り、涙をこらえながらイタリアの町並みを一人歩いていった。

## キャスト
- 佐伯伽耶：秋吉久美子
- 山口努：渡部篤郎
- 田代杏子：中野みゆき
- 田代亮：石原良純
- フランク・ヨナシュ：フランク・ニール
- ミン：牧よし子
- 美紀：長谷部香苗